# Legge Biagi
La legge 14 febbraio 2003, n. 30 - nota comunemente come legge Biagi dal nome del suo promotore Marco Biagi - è una legge delega della Repubblica italiana.
Indicata anche con il nome di legge Maroni poiché quest'ultimo, in qualità di Ministro del Lavoro e delle Politiche Sociali, fu il primo firmatario, dopo il Presidente del Consiglio Berlusconi, del disegno di legge relativo. In attuazione della norma venne emanato il d.lgs. 10 settembre 2003, n. 276 entrato in vigore il 24 ottobre 2003, che disciplinò gli aspetti della legge delega.

## Storia

### Il progetto la legge delega
Il disegno di legge n. 848 fu presentato al Senato il 15 novembre 2001 e qui approvato il 25 settembre 2002. Un mese dopo, il 30 ottobre, la Camera lo modificava rinviandolo al Senato che quindi lo approvava definitivamente il 5 febbraio 2003.
Tuttavia il ddl 848 si basava sul «disegno riformatore del mercato del lavoro in Italia contenuto nel Libro Bianco sul mercato del lavoro in Italia. Proposte per una società attiva e per un lavoro di qualità» redatto da un gruppo di lavoro coordinato da Maurizio Sacconi e Marco Biagi, cui hanno partecipato Carlo Dell'Aringa, Natale Forlani, Paolo Reboani e Paolo Sestito, e presentato il 3 ottobre 2001.. Biagi fu ucciso proprio per questo Libro Bianco.

### L'attuazione della delega: il d.lgs 10 settembre 2003, n. 276
L'attuazione della legge delega ebbe luogo con l'emanazione del d.lgs 10 settembre 2003, n. 276 ("Attuazione delle deleghe in materia di occupazione e mercato del lavoro, di cui alla legge 14 febbraio 2003, n. 30"), che ne costituì la norma giuridica definitiva.

### Le modifiche al d.lgs. 276/2003
Il decreto venne successivamente modificato da alcuni decreti legislativi: il d.lgs. 6 ottobre 2004, n. 251, dalla 14 maggio 2005 n. 80; ma soprattutto la legge 24 dicembre 2007, n. 247 introdotta dal Governo Prodi II, che ha dato attuazione al Protocollo sul Welfare firmato dal governo e dalle parti sociali nel luglio del 2007.
Col cambio della legislatura, il Governo Berlusconi IV ha modificato nuovamente il decreto n. 276/2003 con il decreto legge 25 giugno 2008, n. 112 - convertito in legge 6 agosto 2008 n. 133 - che ha reintrodotto il contratto di lavoro a chiamata, modificando ulteriormente la normativa sul contratto di lavoro a termine.

## Contenuto

### Le modifiche al codice civile
Il decreto legislativo n. 276/2003, inoltre, estende notevolmente la definizione di trasferimento di ramo d'azienda all'art. 2112 del codice civile italiano, non creando nuovi ambiti di possibile applicazione, ma includendovi operazioni già previste dalle normative, per le quali non esistevano gli stessi diritti e tutele. La modifica aumentò la platea dei beneficiari dei diritti previsti in caso di outsourcing, al comma 5 del citato articolo, precedentemente introdotti dal d.lgs. 2 febbraio 2001, n. 18.

### I nuovi tipi di contratto
La norma, abrogando l'istituto del lavoro interinale, ha introdotto nuove tipologie di contratti di lavoro subordinato, come quella del co.co.pro (contratto a progetto), della somministrazione di lavoro del contratto di lavoro ripartito, al contratto di lavoro intermittente, o al lavoro accessorio e al lavoro occasionale; ha modificato il contratto di apprendistato e disciplinato le agenzie di somministrazione di lavoro, introdotto procedure di certificazione nonché la "Borsa continua nazionale del lavoro", ossia un luogo di incontro fra domanda e offerta di lavoro.

### La certificazione del contratto di lavoro
Istituita dall'art. 5 della legge 14 febbraio 2003, n. 30, è poi codificata nel titolo VIII, capo I, artt. 75 e segg. del d.lgs. 276/2003 ha lo scopo di verificare il rispetto e la corrispondenza del contenuto di un contratto di lavoro alla legge, e di ridurre il contenzioso del lavoro per il lavoro intermittente, lavoro ripartito, lavoro a tempo parziale, lavoro a progetto, di associazione in partecipazione. La possibilità di certificazione venne in seguito estesa nel 2004 a tutti i contratti di lavoro.
Successivamente la legge 4 novembre 2010, n. 183 stabilì il principio che la finalità delle certificazioni dei contratti è quella di ridurre il contenzioso giuslavoristico, trasformandolo in uno strumento completamente a favore del datore di lavoro. La norma disciplina l'utilizzo delle certificazioni unicamente per limitare il potere dei giudici di annullare le decisioni dei datori, senza introdurre nuove casistiche che potrebbero portare all'illegittimità del recesso, quindi a tutela del lavoratore dipendente.

### Occupazione femminile
Gli articoli 54-59 disciplinano l'assunzione di soggetti cosiddetti svantaggiati, tra cui spiccano le donne. Si legge in particolare che

## Analisi
La legge Biagi introdusse diverse novità e nuovi tipi di contratto di lavoro. L'intento del legislatore era il presupposto secondo cui la flessibilità in uscita ingresso nel mercato del lavoro è il mezzo migliore, per agevolare la creazione di nuovi posti di lavoro lasciando liberi gli imprenditori di gestire la forza lavoro esclusivamente in base alle necessità della contingenza operativa e inoltre che la rigidità del sistema crea presupposti alti tassi di disoccupazione, abbassando le tutele dei lavoratori consentendo una liberalizzazione del mercato della domanda e dell'offerta di lavoro.
A questo proposito è utile mettere in evidenza che i numerosi studi condotti negli ultimi decenni non sono stati in grado di dimostrare una correlazione diretta tra flessibilita in uscita/ingresso e livello di occupazione; nel caso dei paesi dell'eurozona vari autori hanno registrato correlazioni di tipo inverso.
L'economista Eryk Wdowiak, che era stato studente di Biagi, ha stimato che la flessibilità lavorativa introdotta dalla legge ha incrementato l'utilizzo di contratti part-time o temporanei, ha ridotto il tasso di occupazione maschile, aumentando però il tasso di occupazione femminile, e che i suoi effetti sono stati pressoché nulli nelle regioni meridionali:
Secondo Wdowiak, Biagi avrebbe sottovalutato l'effetto delle variabili macroeconomiche, concentrandosi erroneamente solo sulle norme relative al mercato del lavoro come stimolo per l'aumento dell'occupazione:
Secondo taluni il contratto co.co.pro. nella pratica comportò abolizione sostanziale di forma di diritto per il lavoratore e distinse completamente i diritti di chi lavorava a tempo indeterminato con chi era co.co.pro, questa tipo di contratto ha come termine il completamento del progetto contrattuale, ma ha operato una profonda modifica nei diritti del lavoratore stesso, abolisce completamente le ferie, la malattia, i permessi, la maternità (in questo caso conclude il contratto e puoi essere licenziata al rientro), persino i versamenti pensionistici non hanno lo stesso valore di un eguale lavoratore a tempo indeterminato. La formula maggiormente discussa è quella del contratto a progetto, un lavoro non subordinato (cosiddetto lavoro parasubordinato), produttore di redditi che già dal 2001 erano assimilati fiscalmente ai redditi da lavoro dipendente: questa formula è divenuta famosa perché utilizzata come sistema per eludere la legge ed evadere oneri contributivi e il minimo salariale sindacale previsto dal rapporto da lavoro dipendente. Nella realtà la figura contrattuale testé delineata è stata abusivamente modificata nella sua applicazione per tramite di aziende e consulenti in cerca di facili soluzioni al vincolo di un rapporto di lavoro subordinato.
Secondo Michele Tiraboschi, il contratto a progetto avrebbe dovuto proprio rimediare a quella distorsione, in campo di tutela dei lavoratori, generata dall'introduzione delle CO.CO.CO. (collaborazioni coordinate e continuative). Esse, sovente, venivano utilizzate effettivamente per eludere gli obblighi normativi che disciplinano lo svolgimento del rapporto di lavoro di tipo subordinato. Di fatto non sono mancate, nella pratica, pratiche di trasformazione dei vecchi contratti di co.co.co. nei nuovi contratti co.co.pro. Secondo Giovanni Catania a ben leggere la norma si può intuire quanto questo aspetto sia lontano dalla volontà del legislatore e quindi abusivo; non sono mancate, infatti, diverse sentenze di merito sulla errata qualificazione di questi rapporti di lavoro, inquadrati come parasubordinati in luogo di effettivi rapporto di subordinazione.
La legge in questione è stata criticata dai giuristi anche solo dal punto di vista puramente tecnico, senza entrare nel merito delle questioni; si tratta di fatto di una legge complicatissima, composta da più di 80 articoli, applicabile solo in piccolissima parte. È da rilevare, tuttavia, che la presunta complicazione della norma è in realtà più legata ad aspetti esogeni che ad elementi endogeni interpretativi della norma stessa. Infatti, la difficoltà di applicazione della L. 30/2003 è insita nell'incapacità di alcune componenti sociali di dare corso alla dismissione del contratto di lavoro a tempo indeterminato in cambio di uno più flessibile, ma con scarse o nulle garanzie. L'ostracismo opposto alla legge ha impedito, di fatto, di dar pieno corso agli effetti di questa norma che innegabilmente ha mutato il panorama giuslavoristico italiano. In più occasioni, l'organizzazione testé citata si è rifiutata di aprire un dialogo costruttivo sulla riforma varata opponendo un secco rifiuto alla sua applicazione e richiedendone ripetutamente l'immediata abolizione.
La legge secondo i suoi sostenitori, avrebbe in realtà solamente dettato delle norme per regolarizzare quei rapporti di lavoro, come quello a tempo determinato oppure il job on call, che già esistevano, in una condizione di carente regolamentazione. Tali contratti non sono quindi stati creati dalla legge Biagi (che tuttavia ha introdotto alcune figure contrattuali innovative tuttora messe in discussione, come il "lavoro a chiamata" o come il lavoro in coppia, detto anche job sharing). Secondo i sostenitori della legge, dunque, attraverso la legalizzazione del cosiddetto "lavoro flessibile", la legge Biagi avrebbe ottenuto il risultato di aumentare il numero dei lavoratori occupati regolarmente, offrendo tutele e discipline, sia pure minime, a vantaggio del gran numero di "precari" privi di reali diritti.

## Il dibattito
La norma è stata oggetto di diverse considerazioni: da un lato secondo coloro che ritengono inadeguata la riforma Maroni, rispetto allo Statuto dei lavoratori, essa riduce drasticamente diritti e tutele e le possibilità di intervento della magistratura nelle questioni contrattuali (si pensi alla certificazione dei contratti di lavoro o alla limitazione della riqualificazione del contratto nell'ambito della parasubordinazione, quale co.co.co. o co.co.pro), d'altra parte sembrerebbe ampliare in maniera massiccia la posizione tutoria dei sindacati comparativamente più rappresentativi per derogare in peius alcuni istituti, in generale si assiste alla proliferazione di nuove figure lavorative che, nelle intenzioni del legislatore, meglio si adattano alle esigenze del mercato del lavoro globalizzato.
Non è possibile valutare in senso assoluto i risultati, in quanto i fattori da prendere in considerazione sono molteplici e interconnessi con quelli di altre aree economico-sociali, effetti che tendono per di più a modificarsi nel tempo in congiuntura con le condizioni economiche nazionali e internazionali. Nonostante lo stesso Ministro dell'economia e delle finanze Giulio Tremonti nel 2010 abbia dovuto fare marcia indietro riguardo al concetto di flessibilità dopo i pessimi risultati riguardo alla disoccupazione giovanile del mercato del lavoro Italiano, è possibile comunque raccogliere quelli che, nel comune sentire, sono stati pregi e difetti della legge 30., in particolare considerazioni autorevoli da parte di istituti, come l'Istat, Confindustria o Almalaurea, che effettuano periodicamente studi sulle condizioni occupazionali nel paese.

### Critiche positive
Le imprese che hanno deciso di introdurre i nuovi tipi di contratto per le assunzioni, hanno beneficiato di sconti contributivi e fiscali nonché di un maggiore fattore di ricambio del personale, ove quello assunto non si fosse giudicato adatto.
Inoltre le forme contrattuali previste (i cosiddetti contratti atipici di lavoro) sono considerevolmente aumentate di numero per meglio venire incontro alle molteplici esigenze implicite di un mercato del lavoro eterogeneo e globalizzato.
I primi anni di attuazione della legge Biagi hanno visto una generale riduzione del tasso di disoccupazione che è tornato ai livelli di quello del 1992.
Inoltre sembra, che col tempo, la situazione lavorativa di coloro che sono entrati nel mondo del lavoro con un contratto cosiddetto flessibile tenda a stabilizzarsi e a concretizzarsi in un contratto a tempo indeterminato. Secondo il IX Rapporto AlmaLaurea, a cinque anni dalla laurea, risultano stabili 71 occupati su cento. Il grande balzo in avanti è dovuto in particolar modo all'aumento dei contratti a tempo indeterminato, che sono lievitati di 15 punti percentuali, raggiungendo quasi il 47% a cinque anni.
La legge non introduce modifiche alle norme dei contratti a tempo indeterminato, e non doveva applicarsi al settore del pubblico impiego (art. 1), dove poi si è rivelato maggiore il ricorso ai contratti a termine e alla flessibilità. La legge introduceva alcune norme a tutela dei lavoratori in materia di esternalizzazioni e lavoro in appalto.
La legge Biagi introduce:
- un obbligo in solido di appaltatore e società appaltatrice per il pagamento delle retribuzioni;
- una definizione di esternalizzazione come cambiamento della titolarità dell'impresa, che è molto più estesa delle precedenti, e allarga le casistiche alle quali si possono applicare diritti e tutele che erano previsti in tema di esternalizzazioni.

### Critiche negative
Nella realtà lavorativa, il contratto co.co.pro ha sostituito completamente i contratto di formazione e lavoro, ed infatti i contratti di lavoro a tempo determinato sono ormai oggi poco utilizzati; con la Legge Biagi/Maroni l'azienda può assumere lavoratori di tipo flessibile in base ad un "progetto" in cui indica lo scopo della prestazione e la durata di solito annuale. L'abuso di tale contratto, in cui non è previsto un periodo di prova e nemmeno un percorso professionale che porti all'assunzione a tempo determinato o indeterminato, lascia il lavoratore in una situazione psicologico-lavorativa grave, per cui come precario "cronico" non ha la forza per poter partecipare pienamente alla gestione/attività dell'azienda, non ha diritto alla formazione, non ha la fiducia nella progettualità di vita (crearsi una famiglia, chiedere un prestito per comprarsi una autovettura o di fare un mutuo per l'acquisto di una casa).
La critica che si può fare dunque è quella di una legge incompiuta che ha colpito in maniera massiccia i giovani lavoratori che dal 2003 si affacciano al mondo del lavoro diminuendo la loro sicurezza, ovvero la stabilità lavorativa senza un "futuro" certo, il posto di lavoro con i diritti sanciti dallo statuto del lavoratore e dai contratti collettivi.
Alla flessibilità del lavoro, pur prevista nella normativa, di fatto non ha fatto seguito una riforma perpendicolare degli ammortizzatori sociali: sicché una situazione di lavoro flessibile è divenuta sotto alcuni profili una situazione effettiva di precariato, ciò soprattutto in un contesto economico nel quale non è facile e rapido il ricollocamento nel mondo del lavoro. La situazione è differente da altri Paesi come gli USA dove a un mercato del lavoro flessibile si accompagna dal dopoguerra una facilità a trovare un nuovo impiego in tempi rapidi per tutte le fasce di età che compongono la forza-lavoro.
Dovendo le aziende versare minori contributi, i lavoratori precari hanno un accantonamento pensionistico inferiore ai loro colleghi con contratti tipici per via anche della situazione lavorativa instabile e discontinua. Questa situazione, combinata al progressivo invecchiamento dei componenti dell'Italia, oltre ad allungare l'età di pensionamento porta con sé anche la diminuzione della quota pensionistica dovuta al lavoratore facendo quindi emergere il dibattito sull'opportunità di integrare le pensioni statali (gestite dall'Inps) con un fondo pensione integrativo privato (il cui rischio ricade totalmente sul sottoscrittore).
L'elevato numero di forme contrattuali previste ha, in molti casi, disorientato le società (soprattutto quelle medio-piccole), spingendole a sfruttare solo una piccola percentuale dell'ampio ventaglio di soluzioni messo a disposizione. Forme come il lavoro condiviso, il lavoro a chiamata o lo staff leasing sono concretamente poco o per nulla usate. Nel mercato del lavoro, le retribuzioni e i livelli di qualifica non sono proporzionate al livello di istruzione crescente delle ultime generazioni. Esiste inoltre una forte differenza di salario, a parità di mansioni, tra operaio, quadro e impiegato di concetto, fra i differenti CCNL.
Alcuni dati pongono in discussione la tesi di un libero mercato efficiente e della conseguente capacità del mercato del lavoro di assumere la migliore configurazione possibile nell'interesse economico di tutte le parti sociali, in assenza di vincoli legislativi. Come tutte le forme di flessibilità, anche quelle introdotte dalla legge Biagi non godono dei benefici economici della contrattazione di secondo livello (cosiddetto contratto integrativo). Il lavoro precario inoltre crea delle situazioni economiche complicate per i dipendenti con in contratti "atipici" che in quanto precari, non sono in grado di fornire garanzie reali di un salario nel lungo periodo, lasciandoli in evidente difficoltà nel momento in cui sono costretti, anche in età avanzata, a richiedere agli istituti di credito del denaro per far fronte alle piccole spese quotidiane o per l'acquisto di una casa dove andare ad abitare. Il precariato, inoltre, pone il dipendente in una situazione di debolezza, nella quale, sottoposto al rischio di perdere il lavoro, più difficilmente potrà rivendicare i suoi diritti (sicurezza compresa) e un salario migliore.
In merito al rinnovo dei CCNL nel 2007, in particolare, quello metalmeccanico, si è più volte accennato all'introduzione dell'orario medio di lavoro, già previsto dalle leggi vigenti. Il riferimento all'orario di lavoro medio non è minimamente accennato nella legge Biagi, ma è contenuto nel poco citato Decreto Legislativo n. 66 del 2003. La legge Biagi parla di lavoro modulato e flessibile, ma in riferimento a nuovi tipi di contratto a termine, che non riguardano il lavoro a tempo indeterminato.